# A Única Mulher
A Única Mulher é uma telenovela portuguesa produzida pela Plural Entertainment e transmitida pela TVI entre 15 de março de 2015 a 6 de janeiro de 2017, substituindo meses mais tarde O Beijo do Escorpião e sendo substituída por Ouro Verde. Foi escrita por Maria João Mira e André Ramalho com ideia original de José Eduardo Moniz e tem direção de António Borges Correia. Foi gravada entre Portugal e Angola,   nomeadamente, em Luanda.
É protagonizada por Alexandra Lencastre, Ana Sofia Martins, Lourenço Ortigão, Rita Pereira e Ângelo Torres.
Foi, na altura, a segunda telenovela mais vista da TVI desde que a GFK mede as audiências, alcançando 13,5%/29,1%, sendo superada pela sucessora, Ouro Verde (14,0%/29,1%).
Foi reposta na TVI Ficção de 2019 a 2020. Foi reexibida na TVI entre 8 de fevereiro de 2021 e 28 de abril de 2023, ao início da tarde, entre o Jornal da Uma (noticiário que foi substituído pelo TVI Jornal em fevereiro de 2023) e o talk-show Goucha, substituindo Destinos Cruzados e sendo substituída por A Herdeira. Em 2024, voltou à TVI Ficção; contudo, esta reposição acabou por ser interrompida devido à substituição da TVI Ficção pelo V+.
Em 2020, A Última Mulher foi também transmitida pelo canal TVI África.

## Sinopse
O colapso de um grande banco nacional desencadeia o (re)encontro de duas realidades. E o conflito entre duas famílias.

### 1.ª temporada
Luís Miguel (Lourenço Ortigão) é um jovem engenheiro que procura fazer carreira em Angola. Para trás, ele deixa uma família tradicional e conservadora, afetada pela crise. O seu pai Jorge (José Wallenstein) é dono de uma construtora nacional, em risco de falência, e a sua mãe Pilar (Alexandra Lencastre) espera sair rica de um casamento desfeito.
Em Angola, Luís Miguel conhece Mara (Ana Sofia Martins), uma enfermeira que o salva de morte certa. O pai da rapariga, Norberto (Ângelo Torres) é um empresário angolano com importantes investimentos em Portugal e também o principal cliente da construtora de Jorge. Ele tem na mão o destino da empresa mas tem grande ressentimento contra os portugueses que, durante a guerra colonial, assassinaram o seu pai. A herança deste passado e os interesses do presente transformam o que seria uma disputa empresarial no choque de dois mundos.
Mas nada sobrevive à vingança de uma mulher: Luena (Rita Pereira) é filha de retornados que perderam tudo o que tinham, com a independência de Angola. Ela quer recuperar o património da família, acima de tudo. Até de si própria...

### 2.ª temporada
Passado um ano, as bebés de Mara e Luís Miguel dão os primeiros passos.
Antes de morrer, Cândida (Laurinda Chiungue) mostra a Vita (Marta Faial) a sua certidão de nascimento que revela que a sua verdadeira mãe ainda está viva e trabalha na casa de Norberto Venâncio. A princípio, Neuza (Mina Andala) não quer acreditar nem aceitar. Mais tarde, vai ao musseque e, rendida às evidências, pede perdão à filha e mostra-se disposta a ser mãe dela. Mas Vita não é bem aquilo que aparenta ser; em conjunto com César (Pêpê Rapazote), médico pediatra, a dupla chega para assombrar e destabilizar a vida de Mara e Luís Miguel. Vita começa a trabalhar como ama das duas gémeas e a seduzir silenciosamente Luís Miguel. A traição será uma questão de tempo...
Com o rosto desfigurado e presa a uma cadeira de rodas, Pilar não se conforma com o seu destino. Para além de ter sido enganada e roubada por António (Pedro Carmo), Luis Miguel não lhe perdoa o facto de ela lhe ter feito tanto mal para o separar de Mara. Toda a família lhe vira as costas e ela tenta o suicídio. Nessa altura, os filhos ficam aflitos e Luís Miguel, acompanhado por Mara, tenta travar as loucuras da mãe. Na verdade, Pilar não vai facilitar a vida dos filhos e da nora. Leandro (Fredy Costa) é o seu fisioterapeuta e faz de tudo para que ela não perca as esperanças de um dia voltar a andar, formando uma relação improvável de amizade com um homem de raça negra, algo que tanto ela desprezava.
Sem conseguir superar a morte do noivo, Sara (Joana de Verona) fecha-se na casa de Diogo e todos os dias se embebeda. Preocupado com as loucuras da sua filha, António recruta Tânia e Radu para a seguirem e vigiarem. Na ocasião, Sara e Leandro conhecem-se e os dois envolvem-se num romance também ele improvável. Mas a fase autodestrutível de Sara vai destabilizar o seu amor.
Norberto continua na prisão e é ameaçado e espancado várias vezes. Ramiro, também na mesma prisão, vai tentando salvar o empresário angolano dos problemas onde se mete, mas acaba por ser esfaqueado. António tenta a todo o custo acabar com a vida de Norberto dentro da prisão, mausdos seus capangas é morto e as provas contra Norberto são absolvidas.
Agora fora da prisão, Norberto promete vingança e não regressa sozinho, juntado-se a Pilar e unindo forças para reaver aquilo que era seu e acabar com a vida de António.

### 3.ª temporada
À beira-mar, Luena e Norberto passeiam a cavalo, felizes. Mara chega ao hospital onde começará a trabalhar nesse dia. Entretanto, o primeiro dia de trabalho de Mara promete ser agitado e, quando esta está a receber o relatório dos doentes, chega uma mulher que sofreu um acidente. Carlos (Pedro Laginha), o marido, está de cabeça perdida e sai do hospital a toda a velocidade. Luena é surpreendida com um pedido de casamento de Norberto, que aceita logo. Carlos entra no hospital enraivecido e dispara, atingindo Leandro num braço. Henrique manda bloquear as entradas do hospital e chama a polícia. Carlos dispara sobre Mara, que cai, chamando por Luís Miguel.[carece de fontes?]

## Elenco
| Ator/Atriz          | Personagem                      | Temporada    | Temporada    | Temporada    |
| Ator/Atriz          | Personagem                      | 1            | 2            | 3            |
| ------------------- | ------------------------------- | ------------ | ------------ | ------------ |
| Ana Sofia Martins   | Mara Venâncio                   | Protagonista | Protagonista | Protagonista |
| Lourenço Ortigão    | Luís Miguel Sacramento          | Protagonista | Protagonista | Protagonista |
| Alexandra Lencastre | Pilar Sacramento                | Antagonista  | Antagonista  | Antagonista  |
| Rita Pereira        | Luena da Silva                  | Antagonista  | Protagonista | Antagonista  |
| Ângelo Torres       | Norberto Venâncio               | Antagonista  | Protagonista | Protagonista |
| José Wallenstein    | Jorge Sacramento                | Regular      | Regular      | Regular      |
| Paulo Pires         | Henrique Albergaria             | Regular      | Regular      | Regular      |
| Paula Neves         | Concha Albergaria               | Regular      | Regular      | Regular      |
| Nuno Homem de Sá    | Albino («Bino») das Dores       | Regular      | Regular      | Regular      |
| Mina Andala         | Neuza dos Anjos                 | Regular      | Regular      | Regular      |
| Marta Melro         | Rafaela Mestre                  | Regular      | Regular      | Regular      |
| Sílvia Rizzo        | Isabel Baptista                 | Regular      | Regular      | Regular      |
| João Catarré        | Ramiro Neves/João Barros        | Regular      | Regular      | Regular      |
| Alberto Magassela   | Arsénio Kianda                  | Regular      | Regular      | Regular      |
| Matilde Breyner     | Maria Antónia («Mitó») Borralho | Regular      | Regular      | Regular      |
| Sofia Baessa        | Yolanda Gamboa                  | Regular      | Regular      | Regular      |
| Kelly Bailey        | Francisca Sacramento            | Regular      | Regular      | Regular      |
| Bruno Cabrerizo     | Santiago Ortiz                  | Regular      | Regular      | Regular      |
| Sara Prata          | Daniela Fragoso                 | Regular      | Regular      | Regular      |
| Ana Marta Ferreira  | Clara Albergaria                | Regular      | Regular      | Regular      |
| Ricardo de Sá       | Bruno Borralho                  | Regular      | Regular      | Regular      |
| Gany Ferreira       | Kizua Kianda                    | Regular      | Regular      | Regular      |
| Leonor Seixas       | Sílvia Caiado                   | Regular      | Regular      |              |
| Pedro Lima (†)      | Pedro Caiado                    | Regular      | Regular      |              |
| Inês Gonçalves      | Mafalda Barros                  | Regular      | Regular      | Participação |
| Lia Gama            | Berta Vieira                    | Regular      | Regular      |              |
| Leandro Pires       | Artur Gamboa                    | Regular      | Regular      | Participação |
| Joana de Verona     | Sara Sacramento                 | Regular      | Regular      | Participação |
| Graciano Dias       | Diogo Mendonça                  | Regular      | Participação |              |
| Maria Leite         | Ana Maria Baptista              | Regular      | Participação |              |
| André Nunes         | Orlando Barros                  | Regular      |              |              |
| Orlando Costa       | Sebastião Pereira               | Regular      |              |              |
| Catarina Matos      | Isaura («Isaurinha») das Dores  | Regular      |              |              |
| Irma Ribeiro        | Patrícia das Dores              | Regular      |              |              |
| Manuel Wiborg       | Inspetor Alberto Camacho        | Recorrente   | Regular      | Participação |
| Pedro Carmo         | António de Lucena               | Recorrente   | Regular      |              |
| Joana Câncio        | Tânia Shevtchenko               | Recorrente   | Regular      | Participação |
| João Didelet        | Radu Pompescu                   | Recorrente   | Regular      |              |
| Pedro Barroso       | Rodrigo Dias                    | Recorrente   | Regular      | Regular      |
| Maura Faial         | Vita Molungo                    | Participação | Regular      | Regular      |
| Rita Brütt          | Inspetora Laura Gomes           | Recorrente   | Participação | Participação |
| Rita Cruz           | Rosário Venâncio                | Regular      |              |              |
| Alfredo Brito       | Raúl Falcão                     | Recorrente   |              |              |
| Fredy Costa         | Leandro Nascimento              |              | Regular      | Regular      |
| Lídia Franco        | Guilhermina («Mina») Albergaria |              | Regular      | Participação |
| Pepê Rapazote       | Dr. César Varela                |              | Regular      |              |
| Soraia Tavares      | Soraia                          |              | Recorrente   | Regular      |
| Igor Regalla        | Telmo Nascimento                |              | Recorrente   | Regular      |
| Julie Sergeant      | Dulce                           |              |              | Regular      |
| Marta Faial         | Leila Barbosa                   |              |              | Regular      |
| Susana Mendes       | Benedita Salgado                |              |              | Regular      |
| Miguel Valle        | Tomé Quintela                   |              |              | Regular      |
| Jorge Gonçalves     | Afonso Quintela                 |              |              | Regular      |
| Pedro Giestas       | João                            |              |              | Regular      |
| Tomás Alves         | Rui Tavares                     |              |              | Regular      |
| Nuno Gil            | Xavier Mendes                   |              |              | Regular      |
| Marina Albuquerque  | Julieta                         |              |              | Regular      |
| Karla Muga          | Selma Barbosa                   |              |              | Regular      |
| Pedro Laginha       | Carlos Oliveira                 |              |              | Regular      |
| Ricardo Trêpa       | Xico Alegria                    |              |              | Regular      |
| Mafalda Vilhena     | Valéria                         |              |              | Regular      |
| Rita Loureiro       | Carmo Apuim                     |              |              | Regular      |
| Joana Aguiar        | Filipa («Pipa») Apuim           |              |              | Regular      |
| Carlos Vieira       | Nuno                            |              |              | Regular      |
| Heidi Berger        | Leonor («Nonô»)                 |              |              | Regular      |
| Nuno Janeiro        | Rolando Ladeira                 |              |              | Recorrente   |
| Sofia de Portugal   | Graça                           |              |              | Recorrente   |
| João Cabral         | Guilherme                       |              |              | Recorrente   |
| Laurent Filipe      | Bill White                      |              |              | Recorrente   |
| Guida Maria         | Amélia                          |              |              | Recorrente   |
| José Carlos Pereira | Cabé                            |              |              | Recorrente   |
| Luís Esparteiro     | Jeremy                          |              |              | Recorrente   |

### Elenco infantil
- Bruno Semedo - Kandimba (temporada 1-3)
- Maria Arrais - Joana Fragoso (temporada 1-3)
- Isaac Carvalho - João Norberto («Júnior») da Silva (temporada 1-3)
- Diana Melo - Matilde Caiado (temporada 1-2)
- João Fernandes - Tomás Caiado (temporada 1-2)
- Matilde Serrão - Ritinha (temporada 3)

### Elenco adicional
- Ana Cunha - Inês (cunhada de César)
- Ana Lopes Gomes
- Ana Lúcia Palminha
- Ana Valentim
- Ana Vilela da Costa
- Anna Lepännen - Susana (agente da Remax)
- André Gago - Nuno Sousa Pinto
- António Melo - Operário que origina a explosão na barragem em Angola
- Bernardo Chatillon
- Bruno Galvão
- Bruno Schiappa - Cabral (presidiário)
- Carla Bolito - Ludovina Andrade e Sousa (Dadinha)
- Carlos Malvarez - João Maria Andrade e Sousa
- Carlos Ximenes - Natalísio
- Cátia Tomé
- Cecília Guimarães - Filomena (porteira do prédio onde mora Santiago)
- Celso Roberto - Vemba
- Cirila Bossuet
- Cléo Malulo
- Constância Lopes
- Cristina Carvalhal - Juíza
- Cucha Carvalheiro - Lurdes (mãe de Luena)
- Daniel Macedo Pinto - Paulo (namorado da Mafalda)
- Daniel Martinho - Ângelo Venâncio (irmão do Norberto)
- Daniela Faria - Sabrina (ex-namorada do Santiago)
- David Salvado - Tomás (Amigo de João Maria e Violador de Ana Maria)
- Élia Gozalez - Elisa
- Elisabete Piecho - Conselheira Matrimonial de Francisca e Santiago
- Eric Santos - Américo (Amigo de infância de Bino e Raúl)
- Eric Silva
- Eva Barros
- Fernando Ferrão - Juvenal (Pai de Ramiro)
- Fernando Lupach
- Fernando Nobre - Renato (homem que ajuda Luena na vingança contra Norberto)
- Flávia Gusmão
- Frederico Mendes de Oliveira - Ele próprio
- Gonçalo Portela - Álvaro Batista (marido de Isabel)
- Guilherme Noronha
- Horácio Manuel - Dr. Rui Saraiva (diretor financeiro da empresa Venâncio S.A)
- Helena Laureano - Célia Mestre
- Inês Nogueira - Empregada da limpeza na Venâncio S.A.
- Inês Pereira - Dulce (irmã de Pilar)
- Inês Vaz - Irina (empregada ucraniana dos Sacramento)
- Iolanda Laranjeiro - Lígia (traficante de crianças)
- Isabel Ferreira - Alzira (mãe de Leandro e Telmo)
- João Araújo
- João de Brito - Nininho
- João Pedro Dantas - Luís (Amigo de João Maria e Violador de Ana Maria)
- João Tempera - Inspetor da PJ
- João Vaz - Pai de Susana que persegue Diogo
- Joaquim Frazão - Carteiro Sr. Nunes
- Joaquim Guerreiro - Comprador de diamantes
- José Borges - Polícia que persegue Vemba
- Joela Jungo - Laranjinha (irmã de Kandimba)
- Juan Soutullo - Médico que faz amniocentese a Luena
- Laura Varges - Jornalista
- Laurinda Chiungue - Cândida (tia de Vita)
- Leonor Salgueiro - Filipa Sousa Pinto (namorada de Luís Miguel)
- Lucília Raimundo - Esperança (trabalha no resort Monte de Lua)
- Luís Vicente - Advogado do Norberto
- Mané Ribeiro - Patroa de Daniela
- Manuel Marques
- Manuela Marques
- Manuela Paulo
- Márcia Breia - Margarida Tenreiro (mulher que sequestra Júnior)
- Maria Duarte - Jornalista
- Maria Helena Falé - Vizinha de Sílvia
- Marisa Carvalho - Ana (jornalista - terceira temporada)
- Marques D'Arede - Alberto Martins (embaixador de Portugal em Angola)
- Martim Torres
- Masafumi Ogura - Empresário chinês
- Mauro Hermínio - Inspetor Torres
- Mauro Lopes - Homem que agride Ramiro
- Miguel Cirillo - Empregado do António Lucena
- Milton Lopes - Moisés (filho de Pilar)
- Noua Wong - Prostituta das Angels
- Pat Escobar - Mãe de Santiago
- Patrícia Nunes - Bruna Neves - Enfermeira
- Patrícia Pinheiro - Enfermeira
- Paula Garcia
- Paulo Mancuso
- Paulo Manso - Vasco (cliente de Ana Maria)
- Paulo Matos - Fernando Ribeiro (Homem que tem a decisão sobre a construção da ponte no Douro)
- Paulo Nery - Médico que faz operação ao rosto de Pilar
- Pedro Frias - Inspector da PJ
- Pedro Luzindro
- Pedro Giestas
- Pedro Wilson - Médico que trata Luis Miguel depois da explosão
- Rafael Barreto
- Raul Rosário
- René Vidal - Homem que arranja documentos falsos a Raúl
- Ricardo Abril
- Ricardo Barbosa - Funcionário do Navio
- Ricardo Duarte - Joaquim Coisinho (agressor do Santiago)
- Ricardo Gageiro
- Ricardo Raposo
- Rita Martins - Sandra
- Rodrigo Furtado Cardoso - Norberto em criança
- Romeo Sousa
- Rúben Rua - Peixe
- Rui Santos - Vicente
- Sara Santos - Jandira (mãe de Kandimba e de Laranjinha)
- Simone Santos - Mulher que se envolve com Raúl
- Sofia Nicholson - Becas Sousa Pinto
- Solange Freitas
- Solange Hilário - Tripulante do avião onde viaja Luena
- Susana Palmerston
- Teresa Faria
- Teresa Tavares - Iva (Mulher que tem o acidente de carro)
- Tiago Barbosa
- Tiago Fernandes
- Zeca Medeiros - Mestre (homem que dá abrigo a Luís Miguel quando este desaparece)

## Transmissão
Na TVI, a telenovela foi exibida desde 15 de março de 2015, às 21h30.
Até 2016, foram confirmadas exportações para Angola e Moçambique, com apenas 3 a 4 semanas de diferença entre Portugal, para Chile, Cabo Verde, Argentina, Paraguai, Uruguai, França, Colômbia,  Bolívia e Polônia.
A TVI Internacional também transmite a telenovela em países como Andorra, Espanha ou Austrália.
A 21 de julho de 2015, a TVI dá início à campanha de final da 1.ª temporada, sendo a primeira vez que uma telenovela portuguesa é separada por temporadas, com objetivo de se aproximar ao formato de série e reinventar a história e personagens. A 17 de outubro do mesmo ano, dá-se o final da 1.ª temporada. Tal como essa temporada, também a 2.ª foi apresentada num evento especial e acaba por estrear dia 19 de outubro.
O sucesso da 2.ª temporada leva à produção de mais uma temporada. A 5 de abril de 2016, começa a campanha dos últimos episódios da 2.ª temporada, sendo o último episódio exibido dia 30 de abril. Tal como anteriormente, a 3.ª temporada começa novamente dois dias depois, a 2 de maio. Com a estreia de A Impostora, a telenovela passou a ser exibida num horário mais tardio. O final da telenovela, dividido em dois episódios consecutivos, foi para o ar no dia 6 de janeiro de 2017 sendo promovido durante todo o dia através de uma emissão especial durante as manhãs e as tardes do canal.
Foi retransmitida na TVI Ficção em 2019 e 2020.
A 8 de fevereiro de 2021, passou a ser reposta ao início da tarde, a seguir ao Jornal da Uma e antes da reposição de Destinos Cruzados. Com o fim da reposição deste última novela, A Única Mulher passou a ser a única telenovela exibida entre o Jornal da Uma e o talk-show Goucha, a 22 de fevereiro de 2021. O último episódio desta reposição foi transmitido a 28 de abril de 2023.
À data de 2023, está a ser transmitida pela TVI África.
| País       | Canal              | Título adaptado        | Temporadas | Estreia                | Final                   | Horário                    |
| ---------- | ------------------ | ---------------------- | ---------- | ---------------------- | ----------------------- | -------------------------- |
| Portugal   | TVI                | A Única Mulher         | 3          | 15 de março de 2015    | 6 de janeiro de 2017    | Segunda a sexta, às 21h30  |
| Angola     | DSTV               | A Única Mulher         | 3          | 21 de abril de 2015    | 2017                    | Segunda a sexta, às 21h00  |
| Moçambique | DSTV               | A Única Mulher         | 3          | 21 de abril de 2015    | 2017                    | Segunda a sexta, às 22h00  |
| Chile      | Canal 13           | La Única Mujer         | 1          | 30 de agosto de 2015   | 19 de fevereiro de 2016 | Segunda a sexta, às 17h45  |
| Cabo Verde | TCV                | A Única Mulher         | 2          | 19 de outubro de 2015  | Em exibição             | Segunda a sábado, às 19h00 |
| Paraguai   | Telefuturo         | La Única Mujer         | 1          | 30 de novembro de 2015 | 27 de maio de 2016      | Segunda a sexta, às 19h00  |
| Uruguai    | Monte Carlo TV     | La Única Mujer         | 1          | 4 de janeiro de 2016   | 9 de setembro de 2016   | Segunda a sexta, às 17h00  |
| Bolívia    | Unitel             | La Única Mujer         | 1          | 10 de agosto de 2016   | Em exibição             | Segunda a sexta, às 11h00  |
| França     | Outre-Mer première | Mara, une femme unique | 1          | 30 de agosto de 2016   | Em exibição             | Segunda a sexta, às 11h30  |
| Colômbia   | Telecaribe         | La Única Mujer         | 1          | 1 de setembro de 2016  | Em exibição             | Segunda a sexta, às 12h00  |
| Argentina  | El Trece           | La Única Mujer         | 1          | novembro de 2017       | —                       | —                          |

## Banda sonora
A banda sonora original da telenovela foi lançada no dia 15 de junho e esteve em 1.º lugar no top de compilações. O álbum traz 19 canções, incluindo o êxito que dá nome à produção:
| N.º | Título                            | Música                          | Personagem           | Duração |  |
| 1.  | "Única Mulher"                    | Anselmo Ralph                   | Genérico             | 3:37    |  |
| 2.  | "Tudo em Mim"                     | Kataleya                        | Mara                 | 4:37    |  |
| 3.  | "Chandelier"                      | Sia                             | Luena                | 3:36    |  |
| 4.  | "Mulher Perfeita"                 | Badoxa feat. G Amado            | Francisca e Santiago | 4:14    |  |
| 5.  | "Vamos Ficar Por Aqui (Acústico)" | C4 Pedro                        |                      | 3:54    |  |
| 6.  | "Mar Azul"                        | Yola Semedo feat. Paulo Flores  | Pilar                | 4:16    |  |
| 7.  | "Kwanza Burro"                    | Matias Damásio                  |                      | 4:54    |  |
| 8.  | "Fazer O Que Ainda Não Foi Feito" | Pedro Abrunhosa & Comité Caviar | Luís Miguel          | 4:54    |  |
| 9.  | "Lisboa Mulata"                   | Dead Combo                      | Concha               | 4:20    |  |
| 10. | "Conqueror"                       | Estelle                         | Mara e Luís Miguel   | 4:27    |  |
| 11. | "Homem Muito Brasa"               | SEDA                            | Mitó                 | 3:40    |  |
| 12. | "Foram Cardos Foram Prosas"       | Manuela Moura Guedes            | Sílvia e Pedro       | 3:47    |  |
| 13. | "Mountains"                       | Carolina Deslandes feat. Agir   | Daniela              | 3:51    |  |
| 14. | "Tá-me Esperare"                  | Badoxa                          |                      | 4:34    |  |
| 15. | "Nta Konsigui"                    | Elida Almeida                   |                      | 4:41    |  |
| 16. | "A Menina Dança #1"               | Dead Combo                      | Pilar                | 2:58    |  |
| 17. | "Sedutora"                        | Angel Fortes                    |                      | 4:18    |  |
| 18. | "Meu Bom Bom"                     | Justin & Mikey                  |                      | 3:58    |  |
| 19. | "Rock Like This"                  | Mastiksoul                      |                      | 3:52    |  |

O sucesso da segunda temporada traz um segundo volume, com novas canções. O álbum contém novamente 19 canções, incluindo também o tema principal da produção:
| N.º | Título               | Música                          | Personagem | Duração |  |
| 1.  | "Única Mulher"       | Anselmo Ralph                   | Genérico   | 3:37    |  |
| 2.  | "Teu Fã"             | Master Jake                     |            | 3:48    |  |
| 3.  | "Controla"           | Badoxa                          |            | 4:16    |  |
| 4.  | "Porque Te Amo"      | Tó Semedo feat. Boss AC         |            | 4:35    |  |
| 5.  | "Fica Parado"        | Pérola                          |            | 3:48    |  |
| 6.  | "Tu És A Mulher"     | C4 Pedro                        |            | 4:36    |  |
| 7.  | "Meu Bem"            | Justin & Mikey                  |            | 4:34    |  |
| 8.  | "Loucos"             | Matias Damásio                  |            | 4:34    |  |
| 9.  | "Tomam El"           | Elida Almeida                   |            | 4:17    |  |
| 10. | "Vai-te Embora"      | Nsoki                           |            | 4:32    |  |
| 11. | "Mãi Weya Ué"        | Pérola                          |            | 4:26    |  |
| 12. | "Matemática do Amor" | Matias Damásio                  |            | 4:32    |  |
| 13. | "Unstoppable"        | April Ivy                       | Francisca  | 3:21    |  |
| 14. | "Asteroid"           | Mesa                            |            | 4:05    |  |
| 15. | "My Treasure"        | Nsoki                           |            | 4:07    |  |
| 16. | "African Beauty"     | C4 Pedro feat. DJ Maphorisa     |            | 4:30    |  |
| 17. | "A Casa Vai Abaixo"  | LMS                             |            | 3:27    |  |
| 18. | "Dama Dança"         | Os Avilos                       |            | 3:01    |  |
| 19. | "Entra na Roda"      | Gigadeejay feat. Taty Agressivo |            | 2:48    |  |

O terceiro e último volume da coleção inclui, tal como os dois anteriores, o tema principal da telenovela bem como novos temas da temporada interpretados por Aurea, João Pedro Pais, entre outros.
| N.º | Título                           | Música                       | Personagem  | Duração |  |
| 1.  | "Única Mulher"                   | Anselmo Ralph                | Genérico    | 3:37    |  |
| 2.  | "Tá Pegar Fogo"                  | C4 Pedro                     |             | 4:02    |  |
| 3.  | "O Tal Amigo"                    | Master Jake                  |             | 4:35    |  |
| 4.  | "Hoje Só Tu e Eu"                | Badoxa                       |             | 4:33    |  |
| 5.  | "Uma em Um Milhão"               | 2Much                        |             | 4:49    |  |
| 6.  | "Deixa o Mundo Falar"            | Jey V                        |             | 4:02    |  |
| 7.  | "Norte"                          | João Pedro Pais              | Luís Miguel | 3:49    |  |
| 8.  | "I Didn't Mean It"               | Aurea                        | Luena       | 4:24    |  |
| 9.  | "Apaixona"                       | Yasmine Carvalho             |             | 3:59    |  |
| 10. | "Vai Embora (Remix)"             | Justin & Mikey               |             | 4:33    |  |
| 11. | "Eu Bem Sei"                     | Jay Laroye                   |             | 3:46    |  |
| 12. | "Volta"                          | R. Lynda                     |             | 3:44    |  |
| 13. | "Louca"                          | G-Amado feat. Edmundo Vieira |             | 4:05    |  |
| 14. | "I Need This Girl"               | Virgul                       |             | 3:45    |  |
| 15. | "Good For You"                   | Mastiksoul                   |             | 3:02    |  |
| 16. | "Spetxa One"                     | C4 Pedro                     |             | 4:44    |  |
| 17. | "Faz Acontecer (Soulwave Remix)" | Ivan                         |             | 4:43    |  |
| 18. | "Dentu Bó"                       | Dino d'Santiago              |             | 3:59    |  |

## Prémios
| Ano  | Nomeação            | Prémio                      | Categoria                 | Resultado |
| ---- | ------------------- | --------------------------- | ------------------------- | --------- |
| 2015 | A Única Mulher      | Prémios Áquila              | Melhor Telenovela         | Venceu    |
| 2015 | Alexandra Lencastre | Prémios Áquila              | Melhor Atriz Principal    | Venceu    |
| 2015 | Mina Andala         | Prémios Áquila              | Melhor Atriz Secundária   | Venceu    |
| 2015 | Paulo Pires         | Prémios Áquila              | Melhor Ator Secundário    | Venceu    |
| 2015 | A Única Mulher      | Troféus TV 7 Dias           | Melhor Telenovela         | Venceu    |
| 2015 | A Única Mulher      | Troféus TV 7 Dias           | Melhor Música de Genérico | Indicado  |
| 2015 | Alexandra Lencastre | Troféus TV 7 Dias           | Melhor Atriz Protagonista | Venceu    |
| 2015 | Kelly Bailey        | Troféus TV 7 Dias           | Revelação do Ano          | Indicado  |
| 2015 | Ana Sofia Martins   | Troféus TV 7 Dias           | Revelação do Ano          | Venceu    |
| 2016 | A Única Mulher      | Troféus de Televisão Impala | Melhor Telenovela         | Venceu    |
| 2016 | A Única Mulher      | Troféus de Televisão Impala | Melhor Música de Genérico | Venceu    |

## O Concerto
Perante o sucesso de A Única Mulher, alguns dos cantores portugueses e angolanos da banda sonora da telenovela vão reunir-se para um grande espetáculo. O concerto realizou-se no dia 24 de setembro de 2016, no Campo Pequeno. Atuaram Áurea, Pérola, C4 Pedro, Carolina Deslandes, Badoxa, Master Jake, 2Much, April Ivy, Matias Damásio, entre outros. No dia 8 de dezembro de 2016, após um episódio de A Única Mulher, a TVI emitiu o concerto. A começar por volta da 00h, ao longo de 2 horas de emissão, o programa registou 2,3% de rating e 16% de share, ficando na vice-liderança.

## Lista de temporadas
| Resumo | Resumo | Episódios | Episódios | Originalmente exibido | Originalmente exibido |
| Resumo | Resumo | Episódios | Episódios | Estreia da temporada  | Final da temporada    |
| ------ | ------ | --------- | --------- | --------------------- | --------------------- |
|        | 1      | 189       | 189       | 15 de março de 2015   | 17 de outubro de 2015 |
|        | 2      | 174       | 174       | 19 de outubro de 2015 | 30 de abril de 2016   |
|        | 3      | 198       | 198       | 2 de maio de 2016     | 6 de janeiro de 2017  |

## Audiências
Na estreia, dia 15 de Março de 2015, A Única Mulher foi líder e marcou 18,1% de rating e 33,5% de share, sendo o melhor resultado de uma estreia de uma telenovela da TVI desde O Beijo do Escorpião (2014). Exibida às 21h30, a telenovela vice-liderava o horário. Ao 7.º episódio, a telenovela derrota a concorrência pela primeira vez e aumenta os números deixados pela anterior, Jardins Proibidos, no mesmo horário. A partir de julho de 2015, aliado à morte de um dos protagonistas, a telenovela passou a liderar frequentemente e tomou várias vezes o lugar de programa mais visto em Portugal. A 17 de outubro de 2015, sábado, o último episódio da primeira temporada registou 15,8% de rating e 33,6% de share, sendo o programa mais visto do dia. A segunda temporada estreia dois dias depois, segunda-feira, e regista 17,7% de rating e 34,3% de share, sendo novamente o programa mais visto e o 2.º melhor resultado da telenovela. O último episódio da temporada, dia 30 de abril (sábado), foi o programa mais visto, conquistando uma audiência de 14,1% de rating e 29,9% share. A 3.ª temporada estreia dois dias depois, segunda-feira, e regista 17,2% de rating e 33,7% de share, sendo o segundo programa mais visto e líder no seu horário. Ao fim de 561 episódios exibidos, o episódio final de A Única Mulher registou 15,7% de rating e 35,3% de share e foi exibido dia 6 de janeiro (sexta) às 21h40, liderando o horário.
| Média | Média     | Episódios exibidos | Rating | Share | Ref.   |
| ----- | --------- | ------------------ | ------ | ----- | ------ |
| 2015  | Março     | 15                 | 14,4%  | 28,6% | [ 55 ] |
| 2015  | Abril     | 26                 | 14,1%  | 28,5% | [ 55 ] |
| 2015  | Maio      | 27                 | 13,9%  | 28,9% | [ 55 ] |
| 2015  | Junho     | 28                 | 13,1%  | 27,9% | [ 55 ] |
| 2015  | Julho     | 28                 | 14,1%  | 30,5% | [ 55 ] |
| 2015  | Agosto    | 26                 | 13,4%  | 29,3% | [ 55 ] |
| 2015  | Setembro  | 25                 | 14,0%  | 28,8% | [ 55 ] |
| 2015  | Outubro   | 26                 | 15,0%  | 30,9% | [ 55 ] |
| 2015  | Novembro  | 28                 | 14,1%  | 29,4% | [ 56 ] |
| 2015  | Dezembro  | 26                 | 14,4%  | 30,5% | ...    |
| 2016  | Janeiro   | 25                 | 14,8%  | 29,8% | [ 57 ] |
| 2016  | Fevereiro | 28                 | 14,8%  | 29,6% | [ 57 ] |
| 2016  | Março     | 29                 | 14,8%  | 29,6% | [ 58 ] |
| 2016  | Abril     | 26                 | 15,2%  | 30,5% | [ 59 ] |
| 2016  | Maio      | 27                 | 14,0%  | 28,8% | [ 60 ] |
| 2016  | Junho     | 26                 | 14,1%  | 28,6% | [ 61 ] |
| 2016  | Julho     | 26                 | 13,7%  | 29,1% | [ 61 ] |
| 2016  | Agosto    | 27                 | 13,3%  | 29,6% | [ 61 ] |
| 2016  | Setembro  | 24                 | 12,4%  | 28,9% | [ 61 ] |
| 2016  | Outubro   | 21                 | 11,3%  | 28,1% | [ 62 ] |
| 2016  | Novembro  | 22                 | 9,4%   | 26,7% | [ 63 ] |
| 2016  | Dezembro  | 19                 | 9,4%   | 25,4% | [ 64 ] |
| 2017  | Janeiro   | 6                  | 12,6%  | 30,3% | [ 65 ] |
| Total | Total     | 561                | 13,5%  | 29,1% |        |

Nota: Cada ponto de rating equivale a 95 000 espetadores. Os dados incluem visualização em diferido a partir do mês de junho.

## Curiosidades
- A Única Mulher é a produção mais cara de sempre da TVI desde a série Equador (2008/2009).[66]
- É a primeira telenovela portuguesa a ser exportada imediatamente para outro país sem ainda ter estreado em Portugal.
- Teve título provisório de Projeto Angola e posteriormente Flor de Angola.[67]
- A atriz Alexandra Lencastre, que interpreta Pilar Sacramento, chegou a ser ameaçada durante as gravações em Angola devido ao cariz racista da sua personagem.[68]

- Foi a terceira telenovela portuguesa com mais capítulos de sempre, com mais de 560 episódios, ficando apenas atrás de Festa é Festa (2021 - presente) e Anjo Selvagem (2001 - 2003).
- No decor exterior da casa da família Venâncio está presente uma obra de Adália Alberto.[69]

## Prémios
Troféus de Televisão TV 7 Dias
| Ano  | Prémio            | Trabalho | Resultado |
| ---- | ----------------- | -------- | --------- |
| 2017 | Melhor Telenovela | Venceu   |           |